# 光岡MC-1T
MC-1T為光岡汽車所推出的原創作品車輛。

## 車輛歷史

### MC-1T（1999年－2007）
1999年4月，微型車輛「MC-1T」，電動車輛「MC-1EV」開始發售。修正「MC-1」不能承載物品的缺點，提高運輸的便利性。所以，此車輛也獲得一般家庭與運輸業者的好評。
2007年1月31，停止生產。

## 車輛諸元
- 引擎（Engine）：BB-MC1E/49cc/Single cylinder/OHC
- 最高馬力（Maximmum Power）：4kw(6.1ps)/6500rpm
- 最大扭力（Maximum Torque）：6.9N･m(0.70kg.m)/6000rpm
- 變速系統（Transmission）：CVT
- 傳動型式（Drive system）：FF
- 懸吊系統（Suspension）：油壓式
- 煞車系統（Brakes）：？
- 車長（Overall Length）：1945mm
- 車寬（Overall Width）：1140mm
- 車高（Overall High）：1450mm
- 軸距（Wheel Base）：1310mm
- 車身重量（Vehicle weight）：175kg
- 輪胎尺寸（Tyre）：3.50-8-46J
- 車輛售價（Price）：￥488,250

## 相關車輛

### 攣生車輛
然而，正確說明「MC-1EV」與「MC-1T」起來，所有外觀完全相同。但是，卻以「MC-1T」為原型基礎，修改成電動車輛「MC-1EV」。
- MC-1EV

### 延伸車輛
同時，另有「MC-1T」的原型基礎「MC-1」。
- MC-1

## 外部連結
- 光岡自動車（页面存档备份，存于）
- MITSUOKA-MICROCAR.COM（页面存档备份，存于）